# Патологическая анатомия эндокринной системы
Эндокринная система человека состоит из желёз внутренней секреции (эндокринных желёз) и так называемой диффузной эндокринной системы (APUD-системы). Функция эндокринной системы заключается в продукции гормонов. К железам внутренней секреции относятся эндокринный гипоталамус, аденогипофиз (питуитарная железа), эпифиз (шишковидная железа), паращитовидные железы, щитовидная железа, тимус, островки Лангерганса поджелудочной железы, надпочечники, параганглии и половые железы (гонады). Диффузная эндокринная система представлена рассеянными эндокринными клетками (апудоцитами), включёнными в различные органы. Особое место в эндокринной патологии занимает сахарный диабет — одно из наиболее распространённых заболеваний человека, однако оно далеко не всегда обусловлено патологией эндокринной ткани поджелудочной железы.

## Патология эндокринного гипоталамуса
Различают три наиболее общие формы патологических изменений эндокринной порции гипоталамуса: (1) нарушения продукции либеринов (рилизинг-факторов) и статинов, (2) патологию антидиуретического гормона (АДГ) и (3) недостаточность окситоцина у женщин.
1. Нарушения продукции либеринов и статинов многообразны. Они приводят к нарушению различных функций аденогипофиза, и следовательно, ряда периферических эндокринных желёз.
2. Патология антидиуретического гормона проявляется двумя типами нарушений: (1) его недостаточностью (несахарный диабет) и гиперпродукцией (синдром Пархона, или гидропексический синдром).
Несахарный диабет — недостаточность АДГ. Почки при этом теряют способность концентрировать мочу, что приводит к полиурии и полидипсии. Осложнения несахарного диабета связаны с потерей организмом воды и нарушениями минерального обмена.
Синдром Пархона (гидропексический синдром) — гиперпродукция АДГ. Основное проявление заболевания — задержка жидкости в организме (отёки).
3. Недостаточность окситоцина у женщин сопровождается слабостью родовой деятельности.

## Патология аденогипофиза
Многообразные патологические изменения в аденогипофизе делят на три группы: гипо-, гипер- и диспитуитаризм (термины происходят от старого названия гипофиза — питуитарная железа). Гипопитуитаризм — недостаточность гипофиза. Гиперпитуитаризм — гиперфункция гипофиза, развивающаяся вследствие гиперплазии его железистых клеток или опухоли (чаще аденомы, реже рака). Диспитуитаризм — недостаточность одних и гиперпродукция других гормонов аденогипофиза. Гипопитуитаризм может быть тотальным (пангипопитуитаризм) или парциальным (частичным). В случае тотального гипопитуитаризма развивается недостаточность всех гормонов аденогипофиза, частичный гипопитуитаризм характеризуется дефицитом какого-либо одного гормона.
I. Гипопитуитаризм
1. Пангипопитуитаризм
2. Парциальный гипопитуитаризм.

II. Гиперпитуитаризм.
III. Диспитуитаризм.

### Формы пангипопитуитаризма
Пангипопитуитаризмом проявляются синдром Симмондса и его вариант синдром Шихана.

#### Синдром Симмондса
Синдром Си́ммондса (гипоталамо-гипофизарная кахексия) обусловлен некрозом гипофиза или атрофией его паренхиматозных элементов, вследствие чего резко снижается или полностью прекращается продукция гипофизарных гормонов. Наиболее характерные для синдрома Симмондса атрофические процессы в различных органах и тканях и преждевременное старение во многом связаны с недостаточностью соматотропного гомона (СТГ). В типичных случаях у больных формируется истощение (кахексия).

#### Послеродовой гипопитуитаризм
Синдром Ши́хана (синдром Ши́ена, послеродовой гипопитуитаризм) является вариантом синдрома Симмондса, развивающимся после родов. Некроз ткани гипофиза при этом возникает вследствие ишемии на фоне кровотечения в родах.

### Формы частичного гипопитуитаризма
Парциальный гипопитуитаризм характерен для гипофизарной микросомии и адипозогенитальной дистрофии.

#### Гипофизарная микросомия
Гипофизарная микросомия (гипофизарный нанизм) характеризуется недостаточностью эффектов СТГ. Все органы при этом заболевании недоразвиты (врождённая гипоплазия), больные низкорослы. Термин «нанизм» происходит от греч. nanos — карлик.

#### Адипозогенитальная дистрофия
Адипозогенитальная дистрофия (синдром Фрёлиха). В основе болезни лежит недостаточность гонадотропинов гипофиза. Их дефицит приводит к недостаточности синтеза и секреции половых гормонов (вторичный гипогонадизм). Заболевание проявляется в препубертатном или пубертатном возрасте и характеризуется двумя основными синдромами, обусловленными гипогонадизмом: гипогенитализмом (недоразвитием половых органов и вторичных половых признаков) и ожирением. Болезнь Ло́уренса—Му́на—Би́для — врождённый вариант адипозогенитальной дистрофии.

### Формы гиперпитуитаризма
Гиперпитуитаризм лежит в основе синдромов гиперпродукции СТГ, болезни Кушинга, синдрома Киари—Фроммеля, юношеского базофилизма и гипермускулярной липодистрофии.

#### Синдромы гиперпродукции СТГ
Синдромы гиперпродукции СТГ. Избыточное образование СТГ обусловлено гиперплазией или аденомой гипофиза. Изредка повышенный синтез СТГ происходит в опухолях других локализаций («эктопический СТГ-синдром»). При этом все органы подвергаются гипертрофии, больные высокого роста (обычно выше 200 см у мужчин и 190 см у женщин).
Синдром может развиться в детском возрасте (гигантизм) или у взрослого (акромегалия). Гигантизм характеризуется пропорциональной гипертрофией частей скелета и внутренних органов, при акромегалии органы увеличены в различной степени (диспропорциональная гипертрофия). Изменение внешности при акромегалии связано с огрубением черт лица, увеличением надбровных дуг, скуловых костей, нижней челюсти. Гигантизм при взрослении больного трансформируется в акромегалию. Синдромы гиперпродукции СТГ у 20 % больных проявляются развитием вторичного сахарного диабета, так как СТГ является контринсулярным гормоном. При гиперплазии соматотропоцитов заболевание протекает, как правило, доброкачественно, больные даже без лечения живут несколько десятилетий, при наличии опухоли гипофиза продолжительность жизни больных без адекватной терапии составляет 3—4 года.
Акромегалия, возникшая на фоне опухоли гипофиза, завершается кахексией. Гигантизм и акромегалия в 5—10 % случаев формируются без гиперпродукции СТГ: при чрезмерной чувствительности периферических тканей к нормальной концентрации СТГ или при усилении синтеза негормональных факторов роста (соматомединов).

#### Болезнь Кушинга
Болезнь Ку́шинга (болезнь Иценко—Кушинга) — результат усиленного синтеза АКТГ, вследствие чего развивается гиперфункция пучковой зоны коры надпочечников (вторичный гиперкортицизм). Гиперпродукция гормона связана с аденомой или гиперплазией кортикотропоцитов.
Заболевание проявляется следующими признаками:
1. Вторичный иммунодефицит (глюкокортикоиды обладают иммунодепрессивным эффектом)
2. Вторичный сахарный диабет на фоне высокого уровня глюкокортикоидов
3. Вторичная артериальная гипертензия, также обусловленная высоким уровнем глюкокортикоидов
4. Стероидный остеопороз — снижение степени минерализации костной ткани, вследствие чего нередко возникают патологические переломы
5. Ожирение по типу Кушинга — отложение жира преимущественно на лице («лунообразное лицо») и туловище, конечности при этом остаются худыми.

Смерть больных наступает чаще всего от инфекционных осложнений (пневмония, сепсис) или диабетической нефропатии.

#### Синдром Киари—Фроммеля
Синдром персистирующей лактореи Киари́—Фро́ммеля — гиперпродукция пролактина. Болеют как женщины, так и мужчины. Характерный признак синдрома — выделение молока из молочных желёз, у женщин не связанная с беременностью и кормлением (лакторея). У женщин, кроме того, снижается продукция гонадотропинов и, следовательно, половых гормонов, вследствие чего развивается атрофия эндометрия и яичников; формируется аменорея, поэтому у женщин заболевание называется синдромом персистирующей лактореи-аменореи.

#### Юношеский базофилизм
Юношеский базофилизм (гипоталамический синдром пубертатного периода) — гиперпродукция АКТГ, СТГ и гонадотропных гормонов вследствие усиления выработки гипоталамических рилизинг-факторов. В аденогипофизе увеличивается число базофильных клеток (отсюда термин «базофилизм»). Заболевание формируется у подростков в период полового созревания и проявляется ожирением, а также ускорением физического и полового развития (биологическая акселерация).

#### Гипермускулярная липодистрофия
Гипермускулярная липодистрофия — гиперпродукция липотропных гормонов (прежде всего β-липотропина). Синдром проявляется атрофией жировой ткани. Вследствие хронической гиперинсулинемии у больных развиваются гипертрофия скелетных мыщц и умеренная висцеромегалия.

### Диспитуитаризм
Проявления диспитуитаризма многообразны, но встречаются они значительно реже гипо- и гиперпитуитарных синдромов. Одной из наиболее частых форм диспитуитаризма является синдром Не́йрата — сочетание гигантизма (усиление продукции СТГ) и адипозогенитальной дистрофии (недостаточность гонадотропинов гипофиза).

## Патология эпифиза
Различают две основные формы патологических изменений эпифиза: гиперфункция (синдром Марбурга—Милку) и недостаточность эпифизарного мелатонина (синдром Пеллицци).

### Синдром Марбурга—Милку
Синдром Ма́рбурга—Ми́лку — гиперпродукция эпифизарного мелатонина вследствие гиперплазии пинеоцитов или опухоли (пинеалома). Помимо эпифиза мелатонин вырабатывается в других органах, например, апудоцитами кишечника. Эпифизарный мелатонин является антагонистом ряда тропных гормонов гипофиза (липотропинов, тиреотропного гормона и гонадотропинов), поэтому при его избытке развиваются (1) ожирение (эпифизарное ожирение), (2) гипотиреоз и (3) гипогенитализм.

### Синдром Пеллицци
Синдром Пелли́цци — гипофункция эпифиза. Отсутствие тормозящего влияния мелатонина на формирование половой системы проявляется в её преждевременном созревании (к концу первого десятилетия жизни, а в ряде случаев и раньше). Болеют преимущественно мальчики (андротропизм).

## Патология паращитовидных желёз
Нарушения функции околощитовидных желёз проявляются в виде усиления продукции парат-гормона (гиперпаратиреоз) или его недостаточности (гипопаратиреоз).

### Гиперпаратиреоз
Гиперпаратиреоз (болезнь Э́нгеля—Реклинга́узена) — гиперпродукция парат-гормона с последующим развитием гиперкальциемии. Гиперпродукция гормона обусловлена гиперплазией или опухолью паращитовидных желёз и сопровождается следующими основными изменениями:
- Гиперпаратиреоидной висцеропатией (прежде всего нефропатией) в результате метастатического кальциноза. Кроме того, в почках формируются камни.
- Гиперпаратиреоидной остеопатией, проявляющейся сочетанием остеопороза и разрастания малообызвествлённой костной ткани. Кости при этом утолщены, характерны патологические переломы.

### Гипопаратиреоз
Гипопаратиреоз — недостаточность парат-гормона, приводящая к гипокальциемии, которая обусловливает развитие судорожного синдрома.

## Патология щитовидной железы
Заболевания щитовидной железы широко распространены. Основными из них являются струма (зоб), тиреоидиты и опухоли.
В зависимости от уровня продукции тиреоидных гормонов выделяют три формы функционального состояния щитовидной железы:
1. Эутиреоз — при нормальном уровне тиреоидных гормонов (трийодтиронина и тироксина)
2. Гипертиреоз — результат гиперпродукции тиреоидных гормонов (крайняя степень выраженности гипертиреоза называется тиреотоксикоз)
3. Гипотиреоз — следствие недостаточности в организме трийодтиронина и тироксина (крайняя степень выраженности гипотиреоза встречается при микседеме).

### Струма (зоб)
Струма (зоб) — макроскопически выраженная гиперплазия тиреоидной ткани, не связанная с воспалением.

#### Эволюция понятия «зоб»
Термин «зоб» до середины XIX века использовался для обозначения всех объёмных процессов в передней и боковой частях шеи. Р. Вирхов первым стал применять этот термин только по отношению к увеличению щитовидной железы. К началу XX века из группы зоба исключили опухоли, а к середине века — тиреоидиты, поэтому термины «зоб Риделя» и «зоб Хасимото» являются устаревшими.

#### Классификация форм зоба
Классифицируют формы зоба следующим образом:
I. Клинико-морфологический принцип
1. Эндемический зоб
2. Спорадический зоб
3. Дисгормоногенетический зоб
4. Диффузный токсический зоб
5. Эктопический зоб.

II. Макроморфологический принцип
1. Диффузный зоб — равномерное увеличение всего органа без образования узелковых структур (развивается при болезни Грейвса).
2. Узловой зоб — очаговое или тотальное увеличение железы за счёт образования множественных, тесно расположенных узелков. Понятие «узловой зоб» является неточным переводом термина, принятого в международных классификациях заболеваний щитовидной железы «nodular goiter» (узелковый зоб, то есть характеризующийся образованием множественных узелков). В форме узлового проявляется эндемический, спорадический и дисгормоногенетический зоб.

III. Морфогенетический принцип
1. Паренхиматозный зоб образован мелкими фолликулами, коллоид в которых при обычной оптической микроскопии не обнаруживается (начальная фаза процесса).
2. Коллоидный зоб (макро-, нормо-, микрофолликулярный) образован фолликулами различного размера с наличием коллоида, определяемого при обычном микроморфологическом исследовании материала.

IV. Функциональное состояние железы
1. Эутиреоидный зоб — зоб с нормальной продукцией тиреоидных гормонов.
2. Гипотиреоидный зоб — зоб с недостаточностью тиреоидных гормонов.
3. Зоб с признаками кретинизма — гипотиреоидный зоб, развивающийся в детском возрасте или внутриутробно и приводящий к физическому и психическому недоразвитию (кретинизму).
4. Гипертиреоидный зоб — форма зоба, сопровождающаяся повышенной продукцией тиреоидных гормонов (в основном, диффузный токсический зоб).

#### Узловые формы зоба
1. Эндемический зоб — зоб у жителей йод-дефицитных районов. Возникающий при этом дефицит тиреоидных гормонов приводит к активации тиреотропоцитов гипофиза. Повышенное образование тиреотропного гормона ведёт к гиперплазии тиреоидной ткани.
2. Спорадический зоб — приобретённая йод-независимая форма зоба, встречающаяся повсеместно. В основе болезни лежит недостаточность ферментов синтеза тиреоидных гормонов, а также первичная гиперпродукция тиреотропного гормона гипофиза. Пища, богатая соединениями кальция и фтора, препятствует всасыванию йода, что способствует развитию спорадического зоба. Определённую роль в генезе данной формы зоба играют алиментарные струмогены (например, тиоцианаты, содержащиеся в некоторых свежих овощах).
3. Дисгормоногенетический зоб — йод-независимая форма зоба, связанная с наследственной недостаточностью ферментов синтеза тиреоидных гормонов.
4. Эктопический зоб — гиперплазия нетипично расположенной тиреоидной ткани, то есть за пределами щитовидной железы. К наиболее распространённым вариантам эктопического зоба относятся (1) зоб корня языка, (2) ретростернальный зоб (может располагаться в любом участке переднего средостения) и (3) струма яичника (тератома яичника с преобладанием в ней зрелой тиреоидной ткани).

#### Диффузный токсический зоб
Диффузный токсический зоб (болезнь Грейвса) — гипертиреоидный зоб аутоиммунной природы. В основе заболевания лежит аллергическая реакция V типа (появление стимулирующих аутоантител к фолликулярным клеткам щитовидной железы).
Диффузный токсический зоб проявляется следующими синдромами:
1. Тиреотоксическая миопатия, в том числе тиреотоксическая кардиопатия (тиреотоксический миокардит), — изменения мышечной ткани. В тяжёлых случаях при явлениях сердечной недостаточности на фоне диффузного кардиосклероза или вследствие слабости дыхательной мускулатуры может наступить смерть.
2. Тиреотоксический гепатит может привести к развитию цирроза печени.
3. Вторичная артериальная гипертензия (выражена умеренно).
4. Увеличение щитовидной железы (вплоть до выраженного, называемого тиреомегалией).
5. Характерный внешний вид больных: общая атрофия (похудение) вследствие преобладания катаболизма биополимеров над синтетическими процессами (тиреоидные гормоны — гормоны с катаболическим действием), что приводит к атрофии жировой ткани и скелетных мышц.
6. Тиреогенная (аутоиммунная) офтальмопатия (сочетание экзофтальма и офтальмоплегии). Экзофтальм развивается вследствие разрастания фиброзной ткани в ретробульбарной клетчатке (ретробульбарный фиброз). Офтальмоплегия — неподвижность глазных яблок в результате сдавления глазодвигательных мышц и их атрофии.

### Тиреоидит
Тиреоиди́т — воспалительное поражение щитовидной железы. Выделяют острые, подострые и хронические формы тиреоидита. Своеобразной клинико-морфологической формой является травматический тиреоидит. Среди хронических вариантов тиреоидита основное значение имеют болезни Риделя и Хасимото.

#### Травматический тиреоидит
Травматический тиреоидит (пальпируемый тиреоидит) развивается в результате травмы. Макроморфологически в железе в месте травмы определяется уплотнение без чётких границ. При микроморфологическом исследовании в просвете повреждённых фолликулов выявляется множество пенистых клеток (макрофагов, фагоцитирующих коллоид), а между фолликулами — лимфогистиоцитарный инфильтрат.

#### Острый тиреоидит
Острый тиреоидит протекает в виде серозного и гнойного вариантов. Гнойный тиреоидит характеризуется формированием абсцесса (абсцессов) или флегмоны щитовидной железы. Он развивается в результате попадания гноеродной флоры в ткань щитовидной железы гематогенным или лимфогенным путями, а также при распространении гнойного процесса с паратиреоидных тканей при флегмонах шеи и восходящем гнойном медиастините. Острый серозный тиреоидит возникает как осложнение некоторых вирусных инфекций, например, эпидемического паротита.

#### Тиреоидит де Кервена
Причиной подострого гранулёматозного тиреоидита де Керве́на считаются вирусы, прежде всего парамиксовирусы (вирусы кори и эпидемического паротита). Подострый тиреоидит длится от нескольких недель до 2 лет (в среднем 5—6 мес.) и, обычно, заканчивается выздоровлением. В некоторых случаях заболевание продолжается годами, периодически рецидивируя. При макроморфологическом исследовании отмечается увеличение щитовидной железы, развивающееся довольно быстро, что напоминает рост крайне злокачественной опухоли. Микроморфологически выявляются очаги некроза фолликулов, наличие свободного коллоида в ткани, вокруг которого образуются гигантоклеточные гранулёмы.

#### Тиреоидит Риделя
Хронический фиброзный тиреоидит Ри́деля — разрастание в щитовидной железе грубоволокнистой ткани в виде плотного узла без чётких границ. Макроморфологически и клинически такой узел напоминает злокачественную опухоль.

#### Тиреоидит Хасимото
Хронический аутоиммунный тиреоидит (хронический лимфоцитарный тиреоидит, болезнь Хасимо́то) — хроническое аутоиммунное поражение щитовидной железы (необходимо дифференцировать с подострым послеродовым аутоиммунным тиреоидитом). Заболевание в основном встречается у женщин. В течение болезни Хасимото выделяют две основные стадии: (1) гиперпластическую (гипертрофическую) и (2) атрофическую. Гипертрофическая (начальная) стадия характеризуется увеличением железы за счёт лимфоидной гиперплазии (образования факультативных лимфоидных структур) и нодулярной гиперплазии тиреоидной ткани в участках аутоиммунной деструкции паренхимы органа. Железа при этом несколько увеличена, бугристая с поверхности и дольчатая на разрезе. Атрофическая (финальная) стадия сопровождается выраженной аутоиммунной деструкцией тиреоидной ткани. В этой стадии хронический лимфоцитарный тиреоидит проявляется признаками гипотиреоза вплоть до микседемы.

### Опухоли щитовидной железы
Наиболее часто в щитовидной железе встречаются фолликулярная аденома (доброкачественная опухоль) и папиллярная карцинома, обычно являющаяся опухолью низкой степени злокачественности.

## Патология эндокринной ткани поджелудочной железы (островков Лангерганса)
К наиболее известным формам патологии островков Лангерганса относятся инсулинзависимый сахарный диабет, гиперинсулинизм, синдром Маллинсона, ингибиторный синдром и синдром Вернера—Моррисона.

### Гиперинсулинизм
Гиперинсулинизм — гиперпродукция инсулина вследствие гиперплазии β-клеток или опухоли из них (инсулинома). Основным проявлением болезни является гипогликемическая энцефалопатия — дистрофические изменения ткани головного мозга. Гипогликемия прежде всего отражается на жизнедеятельности головного мозга (20 % всей глюкозы крови потребляется мозгом), вследствие чего вторично активируется симпато-адреналовая система и повышается продукция катехоламинов. Катехоламины расширяют сосуды мозга, но длительная гиперкатехоламинемия вызывает паралитическую дилатацию микрососудов, застой в них крови, тромбоз и отёк периваскулярной ткани, что значительно ухудшает трофику, вызывая некрозы, кровоизлияния в ткань головного мозга и её атрофические изменения.

### Синдром Маллинсона
Синдром Маллинсона — гиперпродукция панкреатического глюкагона вследствие гиперплазии α-клеток или опухоли из них (панкреоглюкагонома). Основное проявление заболевания — вторичный сахарный диабет (глюкагон — контринсулярный гормон).
Помимо панкреатического глюкагона, может произойти усиление синтеза энтероглюкагона — дуоденального глюкагона (опухоль при этом называется энтероглюкагонома). Она проявляется другими признаками: интенсивным разрастанием слизистой оболочки тонкой кишки (энтероглюкагон — фактор роста для этой ткани) и развитием тонкокишечной непроходимости.

### Ингибиторный синдром
Ингибиторный синдром обусловлен гиперпродукцией панкреатического соматостатина при гиперплазии δ-клеток или опухоли из них (соматостатинома). Соматостатин — универсальный ингибитор, он является антагонистом инсулина, угнетает желудочную секрецию и секрецию желчи.
Заболевание проявляется следующими признаками:
1. Вторичным сахарным диабетом
2. Хроническим гипосекреторным гастритом
3. Желчнокаменной болезнью.

### Синдром Вернера—Моррисона
Синдром Вернера—Моррисона возникает при гиперпродукции вазоактивного интестинального пептида (ВИП) опухолями из δ1-клеток островков Лангерганса (випомы). Заболевание проявляется так называемой панкреатической холерой (водянистая диарея). ВИП вызывает расширение капилляров слизистой оболочки кишечника и её отёк. Отёчная жидкость поглощается покровными эпителиоцитами и секретируется ими в просвет кишки. Увеличение объёма содержимого кишечника приводит к диарее.

## Сахарный диабет
Сахарный диабет — патологический процесс, в основе которого лежит недостаточность эффектов инсулина. Сахарный диабет не всегда является заболеванием эндокринной ткани поджелудочной железы.
По нозологической самостоятельности выделяют две формы сахарного диабета:
1. Первичный сахарный диабет (сахарный диабет как самостоятельное заболевание)
2. Вторичный сахарный диабет (сахарный диабет как осложнение или проявление других заболеваний или состояний).

### Первичный сахарный диабет
К первичному сахарному диабету относятся диабет I и II типов, а также гравидарный сахарный диабет.
1. Инсулин-зависимый сахарный диабет (сахарный диабет I типа) — первичный сахарный диабет, характеризующийся абсолютной недостаточностью инсулина (снижением продукции гормона). Основные причины сахарного диабета I типа — вирусный и аутоиммунный инсулит (воспаление островков Лангерганса). Среди вирусов наибольшим диабетогенным потенциалом обладают парамиксовирусы (вирусы кори и эпидемического паротита), пикорнавирусы (вирусы Коксаки), вирусы коревой краснухи и гепатита B. Диабет I типа развивается преимущественно в детском возрасте (ювенильный диабет) и у молодых взрослых и протекает тяжелее диабета II типа.
2. Инсулин-независимый сахарный диабет (сахарный диабет II типа) — первичный сахарный диабет, характеризующийся относительной недостаточностью инсулина (снижением чувствительности инсулиновых рецепторов, продукция инсулина может быть даже несколько повышена). Диабет II типа в основном развивается у пожилых лиц, страдающих ожирением («диабет тучных»).
3. Диабет беременных (гравидарный сахарный диабет) — сахарный диабет начинающийся и завершающийся в период беременности или после родов. Если диабет начинается при беременности, но не завершается после родов или прерывания беременности, его классифицируют как диабет I или II типа.
Ранее выделяли латентный (скрытый) сахарный диабет. В настоящее время этот процесс обозначается термином нарушение толерантности к глюкозе. Его можно рассматривать как преддиабетическое состояние, однако оно не всегда трансформируется в диабет.

### Вторичный сахарный диабет
Формы вторичного сахарного диабета:
1. Синдромы гиперпродукции контринсулярных гормонов (болезнь и синдром Кушинга, феохромоцитома, синдром Маллинсона, ингибиторный синдром, синдромы гиперпродукции СТГ).
2. Лекарственный диабет (например, при длительном применении в больших дозах препаратов глюкокортикоидных гормонов).
3. Панкреопривный диабет — сахарный диабет при хроническом панкреатите, сопровождающемся атрофией ткани поджелудочной железы, в том числе островков Лангерганса. Панкреопривным называется также диабет, развившийся на фоне хирургического удаления поджелудочной железы.
4. При ряде наследственных заболеваний (например, при атаксии-телеангиэктазии Луи-Бар).

### Патологическая анатомия сахарного диабета I типа
Инсулин-зависимый сахарный диабет протекает тяжелее других его форм и характеризуется развитием иммунодефицитного состояния, ангиопатии, поражения почек, печени и других органов.
1. Вторичный иммунодефицит, на фоне которого формируются различные инфекционные осложнения вплоть до сепсиса. Иммунодефицит развивается вследствие выраженных нарушений углеводного обмена, который играет важную роль в нормальной функции иммунокомпетентных клеток. Инфекционные осложнения сахарного диабета являются одной из основных причин смерти больных (сепсис, пневмония, пиелонефрит и др.).
2. Диабетическая ангиопатия (макро- и микроангиопатия). Диабетическая макроангиопатия (атеросклероз) приводит к развитию гангрены конечностей, инфарктов миокарда, головного мозга и другим осложнениям атеросклероза. Диабетическая микроангиопатия характеризуется гиалинозом мелких артерий и артериол, что вызывает нарушения метаболизма тканей и атрофические изменения паренхимы. Ангиогиалин при этом отличается высоким содержанием липидов (липогиалин).
3. Диабетическая нефропатия (специфическая форма диабетической нефропатии называется синдромом Киммелстила—Уилсона). Поражение почек затрагивает как клубочки (диабетическая гломерулопатия вплоть до гломерулосклероза), так и канальцы (гликогеновая инфильтрация канальцев — образование многочисленных гранул гликогена в клетках эпителия канальцев).
4. Стеатоз печени (жировой гепатоз) — жировая паренхиматозная дистрофия печени, является закономерной висцеропатией при сахарном диабете.

## Патология клубочковой зоны коры надпочечников
Патология клубочковой зоны коры надпочечников проявляется усилением (гиперальдостеронизм) или снижением (гипоальдостеронизм) продукции минералокортикоидов. Гиперальдостеронизм подразделяют на первичный (синдром Конна) и вторичный.
Классификация:
I. Гиперальдостеронизм — гиперпродукция минералокортикоидов.
1. Первичный гиперальдостеронизм Конна — самостоятельное заболевание, обусловленное гиперплазией или гормонально-активной опухолью клубочковой зоны (альдостерома).
2. Вторичный гиперальдостеронизм — проявление или осложнение других заболеваний и патологических состояний, прежде всего нефрогенной артериальной гипертензии.

II. Гипоальдостеронизм (соль-теряющий синдром) — недостаточность минералокортикоидов.
Гиперальдостеронизм проявляется следующими основными признаками:
1. Гипокалиемическая миопатия — нарушение функции скелетных мышц и миокарда на фоне дефицита калия (мышечная слабость, параличи и парезы скелетных мышц, недостаточность сократительной функции миокарда, метаболические некрозы миокарда).
2. Вторичная артериальная гипертензия.

Гипоальдостеронизм сопровождается эксикозом (дегидратацией) вследствие потери с мочой натрия и воды.

## Патология пучковой зоны коры надпочечников
Выделяют две формы патологических изменений в пучковой зоне коры надпочечников: усиление (гиперкортицизм) и ослабление (гипокортицизм) продукции глюкокортикоидных гормонов. Гипер- и гипокортицизм подразделяются на два варианта — первичный и вторичный.
Классификация:
I. Гиперкортицизм — гиперпродукция глюкокортикоидных гормонов (эндогенных глюкокортикоидов).
1. Первичный гиперкортицизм (синдром Кушинга) — обусловлен гиперплазией или опухолью (кортикостерома) пучковой зоны, а также при длительном применении препаратов глюкокортикоидных гормонов в высоких дозах (ятрогенный первичный гиперкортицизм); первичный гиперкортицизм — гиперкортицизм без гиперпродукции АКТГ.
2. Вторичный гиперкортицизм (болезнь Кушинга) — гиперкортицизм на фоне гиперпродукции АКТГ.

II. Гипокортицизм — недостаточность эндогенных глюкокортикоидов.
1. Первичный гипокортицизм обусловлен гипоплазией, некрозом или атрофией пучковой зоны (его острая форма, развивающаяся чаще всего при кровоизлиянии в оба надпочечника, называется синдромом Уотерхауса—Фридериксена; тяжёлые хронические проявления — болезнью Аддисона).
2. Вторичный гипокортицизм — гипокортицизм, развивающийся на фоне недостаточности АКТГ, в частности, при синдроме отмены длительно применявшихся препаратов глюкокортикоидных гормонов (ятрогенный вторичный гипокортицизм).

Синдром Кушинга проявляется аналогично болезни Кушинга.
Болезнь Аддисона (бронзовая болезнь) — выраженная форма хронической недостаточности коры надпочечников. К основным её проявлениям относятся следующие синдромы:
1. Вторичный иммунодефицит — развивается в результате недостаточности глюкокортикоидов, необходимых для созревания лимфоцитов (дисгормональная гиперплазия лимфоидной ткани), и проявляется различными инфекционными процессами вплоть до сепсиса.
2. Вторичная артериальная гипотония.
3. Миопатия — атрофия скелетных мышц и миокарда (наиболее характерным клиническим проявлением болезни является быстрая утомляемость).
4. Генерализованный гипермеланоз — гипермеланоз кожи и слизистых оболочек в результате гиперпродукции гипофизом меланотропинов.

## Патология сетчатой зоны коры надпочечников
Наиболее распространёнными формами патологии сетчатой зоны коры надпочечников являются опухоли андростерома и кортикоэстрома, а также наследственное заболевание адреногенитальный синдром. В целом эти заболевания редки.
1. Андростерома — опухоль сетчатой зоны, секретирующая андрогенные гормоны. У женщин андростерома проявляется признаками вирилизации (маскулинизации): увеличивается масса скелетных мышц, отмечается рост волос по мужскому типу, происходит огрубение голоса.
2. Кортикоэстрома — опухоль сетчатой зоны, продуцирующая эстрогенные гормоны. У мужчин она сопровождается развитием признаков феминизации: гинекомастия, перераспределение жира по женскому типу, прекращение роста волос на лице, повышение тембра голоса.
3. Адреногенитальный синдром — наследственная недостаточность ферментов синтеза глюкокортикоидов. При этом вырабатывается избыточное количество надпочечниковых (эпиренальных) андрогенов. У мальчиков этот синдром проявляется преждевременным половым созреванием (надпочечниковая форма преждевременного полового созревания), у девочек — признаками вирилизации с развитием так называемого женского псевдогермафродитизма (за счёт гипертрофии клитора, симулирующего наличие полового члена).

## Патология параганглиев
Катехоламин-продуцирующая ткань расположена в виде островков рядом с вегетативными ганглиями. Эти островки называются параганглиями. За исключением мозгового вещества надпочечников, параганглии имеют шаровидную форму, поэтому их нередко называют гломусами. Наиболее крупными параганглиями являются (1) мозговое вещество надпочечников, (2) каротидный гломус и (3) поясничный аортальный параганглий (орган Цукеркандля).
Выделяют симпатические и парасимпатические параганглии. Также параганглии делят на хромаффинные (окрашивающиеся солями хромовой кислоты) и нехромаффинные (не окрашивающиеся этими реактивами). К хромаффинным параганглиям относится мозговое вещество надпочечников.
Классификация форм патологии параганглиев:
I. Гиперплазия параганглиев.
II. Параганглиомы — опухоли параганглиев
1. Феохромоцитома (хромаффинная, или симпатическая, параганглиома)
2. Хемодектома (нехромаффинная, или парасимпатическая, параганглиома).

Гиперплазия каротидных гломусов. Хроническая гипоксия при заболеваниях лёгких, сердца, при анемиях, а также у жителей высокогорных районов сопровождается гиперплазией сонных (каротидных) гломусов.
Феохромоцитома — опухоль хромаффинных параганглиев (80 % феохромоцитом локализуется в мозговом веществе надпочечников), сопровождается гиперпродукцией адреналина. Основными проявлениями болезни являются (1) артериальная гипертензия и (2) вторичный сахарный диабет (адреналин — контринсулярный гормон).

## Патология диффузной эндокринной системы (апудопатии)
Апудопатии проявляются гипо- или гиперфункцией апудоцитов. Гиперфункция апудоцитов связана с их гиперплазией или опухолями (апудомами). Апудомы могут быть доброкачественными и злокачественными. Наиболее часто встречаются патологические изменения ЕС-, G- и S-клеток.

### Патология ЕС-клеток (серотонина)
Основной формой патологии ЕС-клеток является карциноидный синдром.
Карциноидный синдром — синдром гиперпродукции серотонина опухолями из ЕС-клеток (карциноидами), реже другими типами опухолей.
Наиболее характерные проявления карциноидного синдрома:
1. Карциноидная кардиопатия — патогномоничный для карциноидного синдрома патологический процесс. При этом формируются пороки клапанов. Обычно поражаются клапаны правого сердца в виде недостаточности трёхстворчатого клапана и стеноза устья лёгочного ствола. Створки клапанов и сухожильные хорды утолщены, молочно-белого цвета, деформированы (створки трикуспидального клапана укорочены, створки клапана устья лёгочного ствола сращены между собой). При микроморфологическом исследовании в створках клапанов отмечается разрастание волокнистой соединительной ткани.
2. Бронхоспазм (иногда развивается бронхиальная астма). Особенно опасны астмоидные состояния, развивающиеся во время операции удаления карциноидной опухоли и нередко заканчивающиеся летальным исходом.
3. Диарея (самый частый симптом карциноидного синдрома) развивается вследствие усиления перистальтики под влиянием серотонина.
4. Вторичная артериальная гипертензия.
5. Приливы — приступы покраснения кожи лица, плечевого пояса, верхних конечностей, сопровождающиеся чувством жара.

### Патология G-клеток (гастрина)
1. Синдром Золлингера—Эллисона — синдром гиперпродукции гастрина при гиперплазии G-клеток или опухоли (гастриноме) из них. Заболевание проявляется хроническим гиперацидным гастритом с последующим образованием язв желудка и ДПК.
2. Синдром недостаточности гастрина формируется при гипоплазии G-клеток. Он проявляется в развитии хронического гипо- или анацидного гастрита.

### Патология S-клеток (секретина)
1. Синдром гиперпродукции секретина сопровождается усилением образования панкреатического сока. При этом развивается панкреатит. При тяжёлых формах болезни может развиться панкреонекроз (деструктивный панкреатит) вследствие самопереваривания ткани поджелудочной железы.
2. Синдром недостаточности секретина характеризуется снижением образования панкреатического сока, развивающимся на этом фоне нарушением пищеварения (мальдигестия) и потерей веса.

## Множественные эндокринные неоплазии
Множественные эндокринные неоплазии (МЭН) — две или больше эндокринных опухолей у одного больного.
1. Синдром Вермера — опухоли аденогипофиза, паращитовидных желёз и островков поджелудочной железы (могут формироваться и другие опухоли).
2. Синдром Сиппла — сочетание медуллярного (С-клеточного) рака щитовидной железы, опухоли паращитовидных желёз и феохромоцитомы.
3. Синдром Горлина — сочетание медуллярного рака щитовидной железы, феохромоцитомы и нейрогенных опухолей слизистых оболочек пищеварительного тракта и глазного яблока.